# In the Good Old Summertime
In the Good Old Summertime (bra A Noiva Desconhecida) é um filme musical estadunidense de 1949 dirigido por Robert Z. Leonard. É estrelado por Judy Garland, Van Johnson, S. Z. Sakall, Spring Byington, Clinton Sundberg e Buster Keaton. O filme é uma adaptação musical de A Loja da Esquina de 1940, dirigido por Ernst Lubitsch.
O filme foi o penúltimo que Garland fez na MGM (sendo o último Summer Stock). O estúdio rescindiu seu contrato em setembro de 1950. A filha de Garland, Liza Minnelli, faz sua estreia no cinema, caminhando com sua mãe e Van Johnson na cena final do filme.

## Elenco
- Judy Garland ...Veronica Fisher
- Van Johnson ...Andrew Delby Larkin
- S. Z. Sakall ...Otto Oberkugen
- Spring Byington ...Nellie Burke
- Clinton Sundberg ...Rudy Hansen
- Buster Keaton ...Hickey
- Marcia Van Dyke ...Louise Parkson
- Lillian Bronson ...Tia Addie

## Canções
- "In the Good Old Summertime" (George Evans, Ren Shields)
- "Meet Me Tonight in Dreamland" (Leo Friedman, Beth Slater Whitson)
- "Put Your Arms Around Me, Honey" (Albert Von Tilzer, Junie McCree)
- "Play That Barbershop Chord" (Lewis Muir, Willam Tracey)
- "I Don't Care" (Harry Sutton, Jean Lenox)
- "Merry Christmas" (Fred Spielman, Janice Torre)